# ゼルダ・シアーズ
ゼルダ・シアーズ（Zelda Sears、1873年1月21日 - 1935年2月19日）は、アメリカ合衆国の脚本家。

## 作品
- 砲煙と薔薇
- 酔ひどれ船
- 愛に叛く者
- あけぼの
- 結婚双紙
- スザン・レノックス